# Экай, Бисмарк
Бисмарк Экай (англ. Bismark Ekye; род. 13 января 1981, Аккра, Гана) — ганский футболист, полузащитник.

## Карьера
Начинал свою карьеру на родине, однако в раннем возрасте переехал в Италию. Первой его зарубежной командой стала "Пистойезе". Из низших лиг Экай сумел пробиться в "Фиорентину", однако после возвращения "фиалок" в Серию А африканский легионер покинул ее. В 2004 году Экай принял участие в розыгрыше Кубке УЕФА вместе с "Вадуцем" из Лихтенштейна. Завершал свою карьеру в итальянских любительских коллективах.

## Сборная
За сборную Ганы Бисмарк Экей сыграл в одном матче. 14 июня 2004 года в составе "черных звезд" он появился в товарищеском матче против Того. Встреча закончилась со счетом 0:0.

## Достижения
- Обладатель Кубка Лихтенштейна (1): 2004/2005.